# Michał Niczko
Michał Niczko (ur. 12 stycznia 1904, zm. 9 stycznia 1961) – polski oficer Marynarki Wojennej i handlowej, kapitan żeglugi wielkiej, uczestnik wojny polsko-bolszewickiej i obrony Wybrzeża w 1939 roku, współorganizator nieudanej ucieczki morzem do Szwecji po kapitulacji Helu i uczestnik również nieudanej ucieczki z niemieckiego oflagu, w okresie powojennym służył we flocie handlowej. „Dalaj Lama” z książki Znaczy Kapitan Karola Olgierda Borchardta.

## Życiorys
Michał Niczko urodził się 12 stycznia 1904 roku w majątku rodzinnym pod Kijowem, jako syn Gustawa i Heleny Moskalew. Po zakończeniu I wojny światowej wraz z rodzicami przeniósł się do Polski i rozpoczął naukę w gimnazjum w Miechowie. W 1920 roku zgłosił się jako ochotnik do Wojska Polskiego, zatajając swój młody wiek. Jako żołnierz 8 Dywizjonu Artylerii Konnej wziął udział w Bitwie Warszawskiej i walkach nad Bugiem we wrześniu. Zdemobilizowany po zawarciu zawieszenia broni, powrócił do szkoły. W latach 1923–1924 studiował prawo na Uniwersytecie Warszawskim, później rozpoczął studia w Szkole Morskiej w Tczewie, której Wydział Nawigacyjny ukończył w 1927 roku. W roku następnym odbył kurs podchorążych rezerwy przy Oficerskiej Szkole Marynarki Wojennej w Toruniu. Następnie rozpoczął pracę w marynarce handlowej, w 1936 roku uzyskał dyplom kapitana, od 1937 roku dowodził kolejno statkami „Puck”, „Hel”, „Śląsk” i „Oksywie”.
Ponownie zmobilizowany, jako podporucznik rezerwy, 24 sierpnia 1939 roku, został przydzielony do Oddziału Kutrów Trałowych. Uczestniczył w obronie Helu, utrzymując nocną komunikację morską z obrońcami Kępy Oksywskiej, a po jej kapitulacji dowodząc plutonem przeciwdesantowym w helskim porcie rybackim. W nocy z 1 na 2 października, już po zapadnięciu decyzji o kapitulacji Rejonu Umocnionego, za zgodą dowodzącego obroną kontradmirała Unruga, wziął udział w organizacji próby ucieczki grupy oficerów i marynarzy do Szwecji na dwóch kutrach rybackich. Był wybrany, jako doświadczony nawigator, na dowódcę jednego z nich (prawdopodobnie Hel 111 „Aleksander”). Po północy oba kutry zostały jednak zatrzymane w morzu przez niemieckie patrolowce, a ich załogi wzięte do niewoli.
Osadzony w Oflagu XVIII B Wolfsberg, wiosną 1940 roku podejmując z kilkoma towarzyszami próbę wykonania podkopu wiodącego poza druty ogrodzenia. Po jego wykryciu został karnie przeniesiony do Oflagu VII B w twierdzy Silberberg. Więziony w forcie Hohenstein, wraz z dziewięcioma innymi oficerami (w tym Jędrzejem Giertychem) wziął udział w brawurowej próbie ucieczki. W pierwszych dniach maja 1940 roku wydostali się z twierdzy, spuszczając po linie z niestrzeżonego okna, później małymi grupkami próbowali przedostać się na Węgry. Grupa Giertycha i Niczki została schwytana po kilku dniach niedaleko granicy czesko-węgierskiej. Przeniesiony karnie do Oflagu IV C Colditz, a następnie II C Woldenberg, został uwolniony w lutym 1945 roku.
Po powrocie do kraju został ponownie oficerem floty handlowej. Dowodził między innymi statkami „Kraków”, „Morska Wola”, „Borysław” i „Generał Bem”. Był również wykładowcą w Państwowej Szkole Morskiej w Szczecinie. Odsunięty od pływania w okresie stalinowskim, powrócił na morze po 1956 roku. Był dowódcą „Bytomia” (przemianowany „Borysław”), „Marcelego Nowotki”, którego poprowadził w pierwszym rejsie do Japonii, następnie statków „Pokój” i „Adolf Warski”. Mianowany dowódcą MS „Bydgoszcz” w jego dziewiczym rejsie, zmarł na pokładzie 9 stycznia 1961 roku, dwie godziny po opuszczeniu portu. Został pochowany na cmentarzu Witomińskim (kwatera 68-3-6).

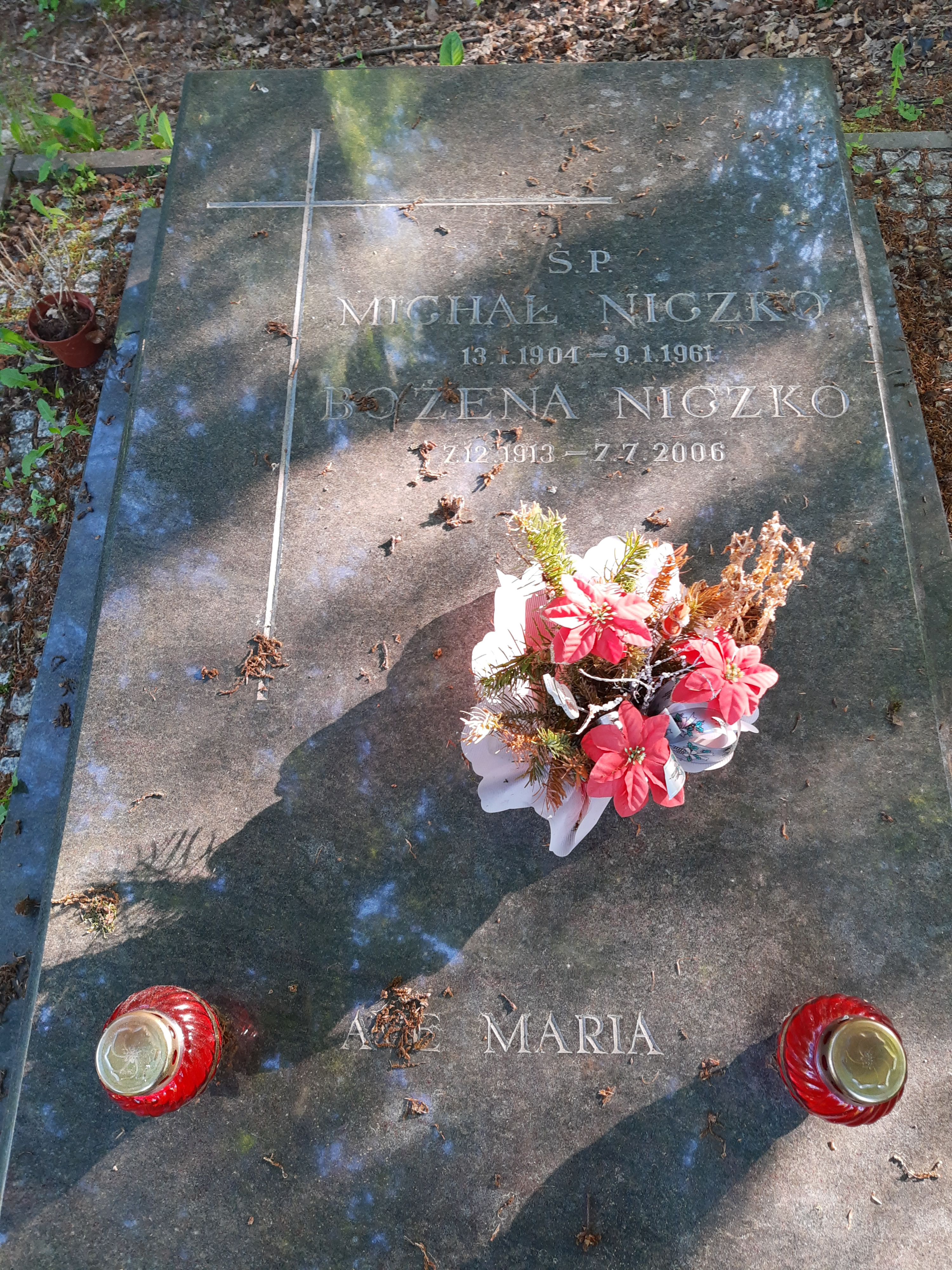
Grób Michała Niczki na cmentarzu Witomińskim

Jego postać występuje, jako „Dalaj Lama” (przezwisko nadane mu przez kolegów ze Szkoły Morskiej), na kartach książki Znaczy Kapitan, a opis ucieczki ze Srebrnej Góry zawarty jest w Krążowniku spod Somosierry Karola Olgierda Borchardta oraz Wrześniowcach Jędrzeja Giertycha.